# Армия трёх гарантий
Армия трёх Гарантий (исп. Ejército Trigarante o Ejército de las Tres Garantías) — название объединённых мексиканских полевых армий во главе с Агустином де Итурбиде во время мексиканской войны за независимость.

## История
Армия трёх Гарантий была создана 24 февраля 1821 года и продолжала сражаться с силами испанских роялистов, отказавшихся признать независимость Мексики. Эти сражения продолжались до августа 1821 года, когда Итурбиде и испанский вице-король Хуан де О’Доноху подписали Кордовский договор, фактически ратифицировав независимость Мексики.

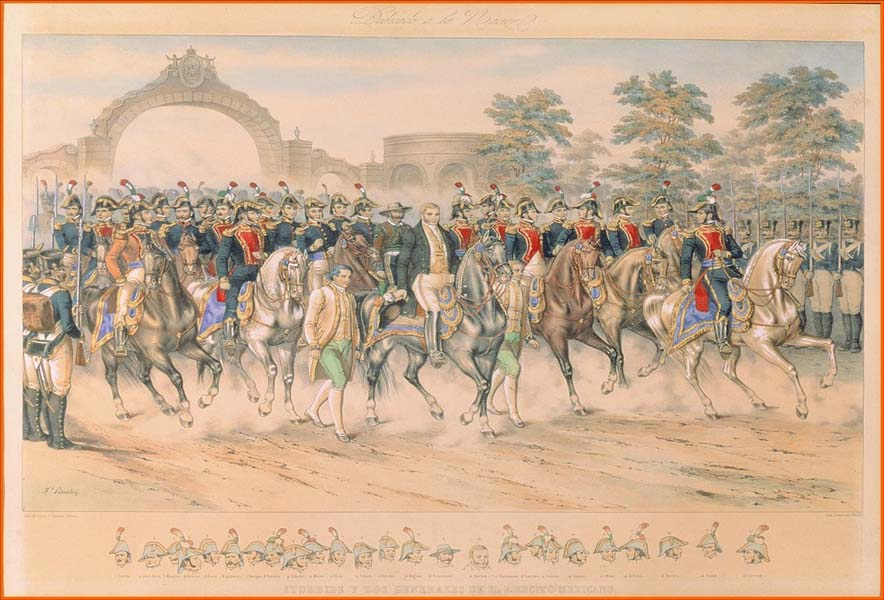
Генералы армии

Последним сражением армии стала битва при Аскапоцалько 19 августа 1821 года, победа в котором открывала путь на Мехико.
27 сентября 1821 года Армия трёх Гарантий с триумфом вошла в Мехико во главе с Итурбиде. На следующий день Мексика была объявлена независимой.

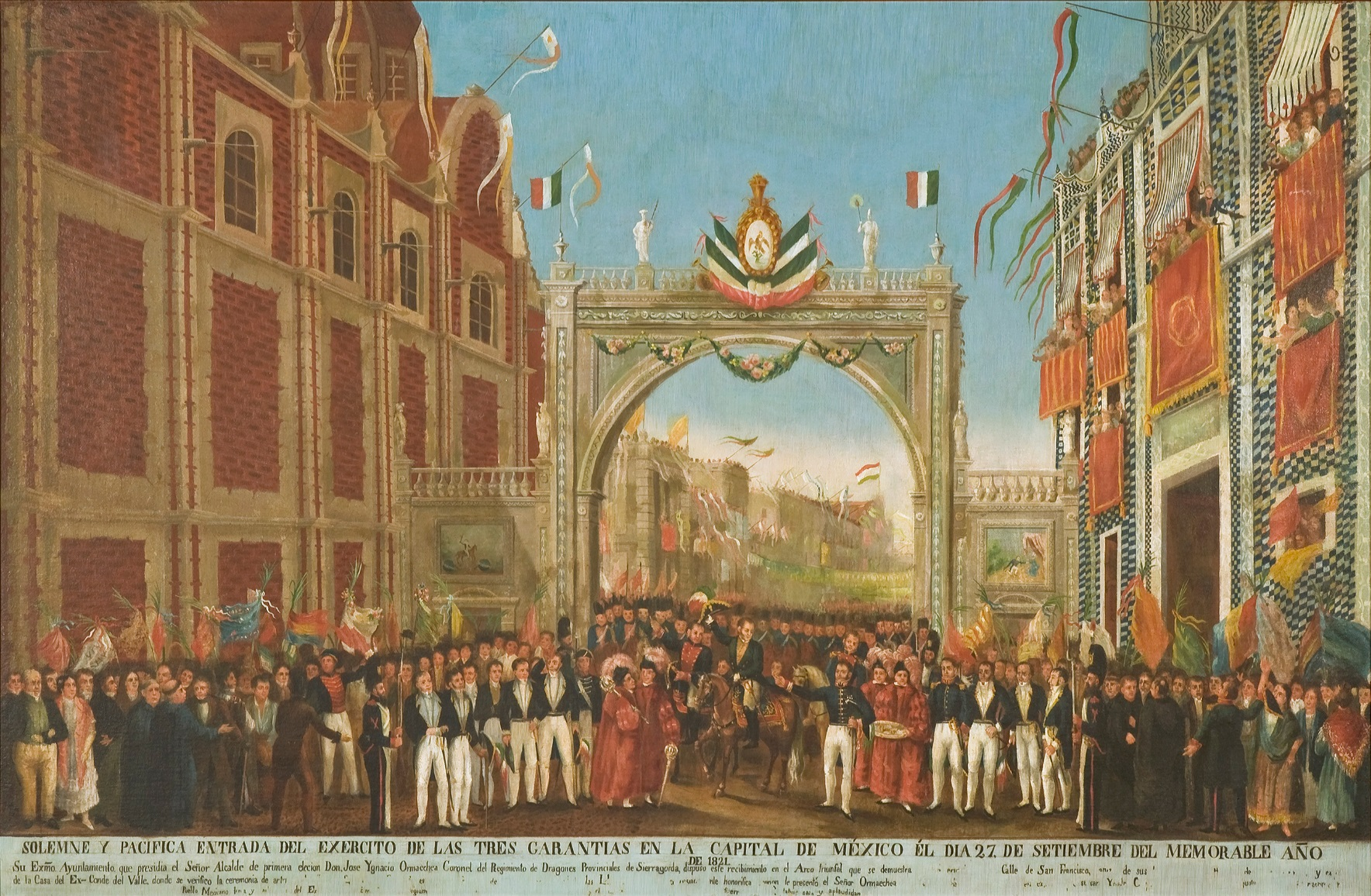
Триумфальное вступление Армии трёх Гарантий в Мехико

Уже после триумфа Революции независимости и возведения Итурбиде на престол императора Мексики при поддержке Армии трёх Гарантий, эти вооружённые силы стали базой для новой Имперской мексиканской армии, которая позже стала Национальной мексиканской армией и как таковая выполнила миссию по защите и поддержанию суверенитета новой нации.

## Идея

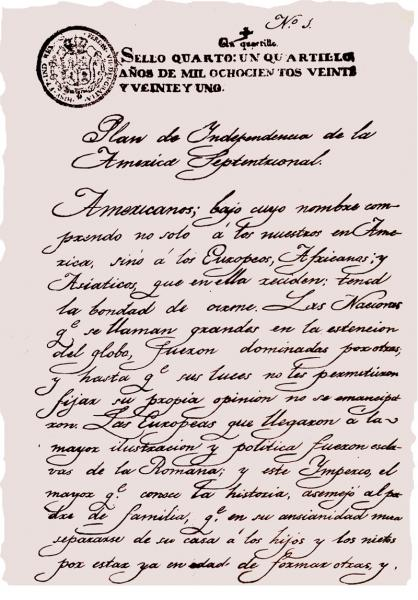
Первая страница плана Игуалы

Идея создания этой армии заключалась в распространении плана Игуалы, а именно — провозглашение независимости Новой Испании от Испании. 24 февраля был обнародован указ о создании этой армии. Названа она Армией трёх Гарантий из-за трёх защищаемых ею гарантий: католической религии как единственной, допустимой в новой нации; независимости Мексики от Испании; и союза между сторонами войны.

## Флаг

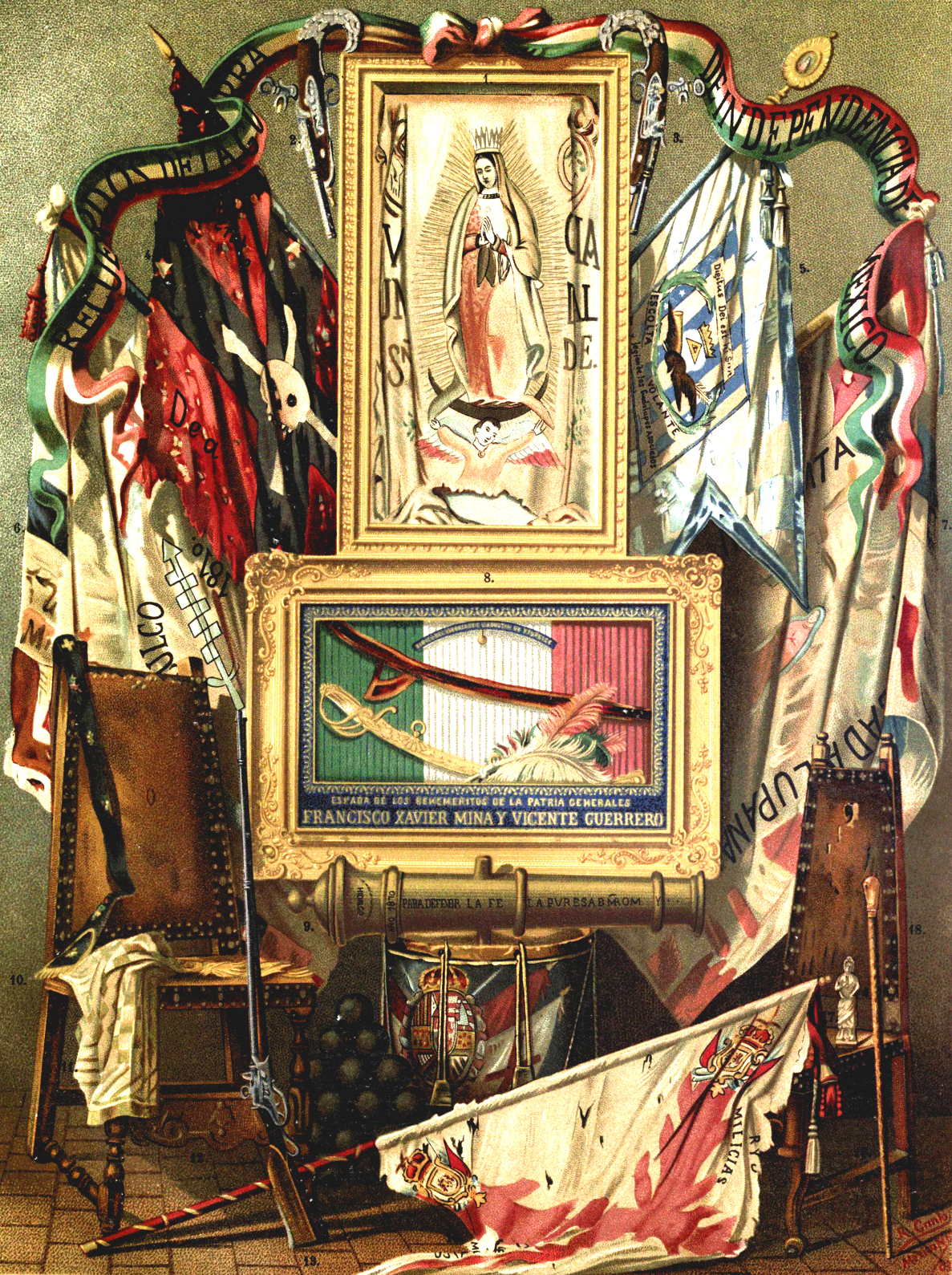
Флаги, используемые во время войны за независимость Мексики

Флаг во время плана Игуалы был разделён тремя диагональными полосами, в центре каждой полосы была золотая восьмиконечная звезда. Эти три звезды были расположены по диагонали, но в направлении, противоположном направлению полос. Таким образом, это был флаг, который означал союз и гармонию. Первая полоса, начинающаяся сверху, была белой и символизировала чистоту католической религии, деятельное начало национального единства; второй был зелёным и символизировал идеал политической независимости Мексики не только по отношению к Испании, но и от всех других народов; третий был красным и представлял собой идеал союза между коренными жителями: метисами, криолло и испанцами, проживающими в Мексике; звёзды представляли три гарантии и волю к их выполнению.